# SN 2000fp
SN 2000fp – supernowa typu II odkryta 17 grudnia 2000 roku w galaktyce A053801-2346. W momencie odkrycia miała maksymalną jasność 22,90m.